# 아마두 투마니 투레
아마두 투마니 투레(프랑스어: Amadou Toumani Touré, 문화어: 아마두 뚜마니 뚜레, 1948년 11월 4일~2020년 11월 10일)는 말리의 정치인으로 2002년부터 말리 대통령이었으나, 2012년 3월에 일어난 쿠데타로 권력을 상실하였다.
투레는 1991년에 쿠데타를 일으켜, 장기 집권 대통령 무사 트라오레 (Moussa Traoré)를 몰아내고 1년 간에 걸쳐 다당제로의 이행을 주도하였다. 투레의 1년간에 걸친 노력으로 1992년, 말리는 최초의 민선 대통령을 선출하였다. 그리고 10년 후, 군에서 은퇴한 투레는 정계에 입문해 2002년 대통령 선거에 무소속으로 출마하였고, 폭넓은 지지 속에 대통령에 당선되었다. 2007년 대통령 선거에서는 수월하게 재선하면서 두 번째 및 마지막 대통령 임기를 수행하게 되었다. 하지만 대통령 퇴임을 한 달 앞두고, 투레에게 불만을 품은 말리군의 군인들이 쿠데타를 일으키면서 은신 생활을 하게 되었다.
투레의 민정 이관 이후 말리는 아프리카 국가로선 드물게 20년간 민주주의 체제를 유지했으며, 아프리카의 민주주의 모범국이었다. 하지만 말리의 20년간 지속되어 온 민주주의는 2012년 군사 쿠데타로 인해 처참하게 파괴되었다.

## 생애

### 초기
아마두 투마니 투레는 1948년 11월 4일, 말리의 몹티에서 태어났다. 몹티에서 초등 교육을 받았으며, 1966년부터 1969년까지 말리의 수도 바마코에서 중등 교육을 받았다. 졸업 후 교사가 되었으나, 얼마 안 있어 군에 입대해 군사 학교를 다녔다. 말리군의 공수 부대 구성원으로서 순조롭게 승진을 거듭한 투레는 소비에트 연방과 프랑스에서 훈련 유학 생활을 했으며, 1984년 공수부대 사령관이 되었다.

### 군인에서 민주주의의 수호자로
1991년, 말리에서는 1968년 쿠데타로 정권을 장악한 무사 트라오레의 장기 독재 정권에 대한 높은 불만이 반정부 시위로 이어졌다. 반정부 시위가 일어난 지 4일 후 아마두 투마니 투레가 이끄는 쿠데타가 일어나 20년간 말리를 철권 통치한 트라오레 정권이 붕괴되었다. 이 쿠데타로 민정 이관까지 투레의 과도 정권의 국가 원수 취임이 인정되었다. 투레는 일 년 후 민정 이관을 약속하고 민주적인 새 헌법 제정에 큰 힘을 쏟았으며, 이듬해 1992년 대통령 선거와 의회 선거를 실시하였다. 대통령 선거에서는 말리 민주 동맹 (ADEMA)의 알파 우마르 코나레가 당선되었고, 당시 투레는 이러한 상황 속에서 민주주의의 전사라고 불렸다.

### 말기
2020년 11월 10일 터키 이스탄불에서 별세하였다.

## 역대 선거 결과
| 선거명      | 직책명        | 대수 | 정당   | 1차 득표율 | 1차 득표수  | 2차 득표율 | 2차 득표수 | 결과 | 당락 |
| ----------- | ------------- | ---- | ------ | ---------- | ----------- | ---------- | ---------- | ---- | ---- |
| 2002년 선거 | 말리의 대통령 | 5대  | 무소속 | 28.71%     | 449,176표   | 65.01%     | 926,243표  | 1위  |      |
| 2007년 선거 | 말리의 대통령 | 5대  | 무소속 | 71.20%     | 1,612,912표 |            |            | 1위  |      |